# Aguada (Porto Rico)
Aguada é uma municipalidade de Porto Rico, localizado na região do Vale do litoral oeste da costa do Oceano Atlântico, a oeste de Rincón, Aguadilla e Moca e norte de Añasco. É parte da Área Metropolitana Aguadilla - Isabela - San Sebastián. Aguada tem uma população está espalhada por 17 alas e Aguada Pueblo, que é o centro da cidade e o centro administrativo da cidade.